# Jutta Mirtschin
Jutta Mirtschin (* 8. Juli 1949 in Chemnitz) ist eine deutsche Künstlerin und Buchillustratorin.

## Biografie
Mirtschin absolvierte von 1968 bis 1969 eine Lehre als Akzidenzsetzer im Druckhaus Leipzig und besuchte daneben die Abendakademie der Hochschule für Grafik und Buchkunst Leipzig (Grafik, Schrift). Sie studierte von 1969 bis 1974 Grafik an der Kunsthochschule Berlin-Weißensee und absolvierte dort anschließend von 1974 bis 1976 eine Aspirantur. Seit 1974 ist sie freiberuflich tätig (Malerei, Grafik, Illustration, Buchgestaltung, Plakat, Theater). 1987 war sie Meisterschüler an der Akademie der Künste. Sie gehörte bis 1990 dem Verband Bildender Künstler der DDR an.
Von 1997 bis 2003 nahm sie einen Lehrauftrag für Illustration an den Grafik+Design Schulen Anklam und Schwerin wahr.

## Werke (Auswahl)

### Buchillustrationen
- Jurij Brězan: Die Rattenschlacht und andere Geschichten, Bitwa z wulkimi myšemi, Bautzen 1977
- Günter Kunert: Josephine im Dunkeln, Berlin 1977
- Jutta Mirtschin: Auf dem Hügel ist was los. Berlin 1978 und 1986, Oslo 1979, Amsterdam 1979, Copenhagen 1979, London/Sydney 1980.
- Gerat Hendrich: Kito und die Tanzfiedel, Kito husličkar, Bautzen 1979
- Paul Nedo: Der starke Knecht, Močny knecht, Bautzen 1981
- Ehm Welk: Die Heidentaufe, Berlin 1983
- Chris Hornbogen: Der Winterkönig, Berlin 1984
- Anthologie Polnische Märchen, Berlin 1984, Hanau 1984
- Werner Lindemann: An der Haltestelle, Berlin 1986, ISBN 3-358-00679-4.
- Theodor Storm: Hundert Gedichte, Berlin 1987
- Jakob und Wilhelm Grimm: Von dem Mäuschen, Vögelchen und der Bratwurst, Berlin 1987
- Jutta Mirtschin: Martin und der Reifen. Berlin 1988
- Eduard Mörike: Die Historie von der schönen Lau, München 1995, ISBN 3-930777-08-8.
- Rolf Krenzer: Die Babuschka, Sascha und das Huhn Natascha, Lahr 1996, ISBN 3-7806-2375-7.
- Ingrid Uebe: Serafina Siebenschön, Berlin 1996, ISBN 3-358-02138-6.
- Karl Hochmuth: Floflo und der Zauberstift, Würzburg 1998, ISBN 3-429-02023-9.
- Im Winter schneit es Marzipan, Berlin 1999, ISBN 3-358-02212-9.
- Helmut Jaekel: Nachts, wenn das Schlafläuschen kommt, Basel 2000
- Willi Fährmann: Martin und Markus mit dem Raben, Würzburg 2001, ISBN 3-429-02377-7.
- Werner Heiduczek: Der singende Fisch, Berlin 2001, ISBN 3-358-02235-8.
- Werner Heiduczek: Das verschenkte Weinen, Leipzig 2002, ISBN 3-932545-94-X.
- Willi Fährmann: Nikolaus und Jonas mit der Taube, Würzburg 2003, ISBN 3-429-02554-0.
- Willi Fährmann: Der mit den Fischen sprach, Würzburg 2003, ISBN 3-429-02450-1.
- Handrij Zejler: Tante Biene, Babka pčołka, Bautzen 2004, ISBN 3-429-02554-0.
- Günter Kunert: Josephine im Dunkeln, Leipzig 2006, ISBN 3-89603-256-9.
- E.T.A. Hoffmann: Klein Zaches genannt Zinnober, o. O. 2008
- Betti Hildebrandt: Öis isch hütt es Wunder gschee, Zürich 2008, ISBN 978-3-03713-293-7.
- E.T.A. Hoffmann: Des Vetters Eckfenster, o. O. 2011
- Weihnachten in unserer kleinen Stadt, Aachen 2011, ISBN 978-3-88997-038-1.
- Gerhard Schöne: Mein Kinderland, Leipzig 2014, ISBN 978-3-942473-78-1.
- Hans Fallada: Sehnsucht ist besser als Erfüllung. Aphorismen, Berlin 2016, ISBN 978-3-941683-66-2.
- Friedrich Schiller: Ein jeder gibt den Wert sich selbst, Lebensweisheiten, Berlin 2019, ISBN 978-3-95799-080-8
- Johann Wolfgang von Goethe: Es irrt der Mensch, solang er strebt, Lebensweisheiten, Berlin 2019, ISBN 978-3-95799-079-2
- Heinrich Heine: Ein kühnes Beginnen ist halbes Gewinnen. Aphorismen, Berlin 2020, ISBN 978-3-95799-086-0

### LP Cover
- Gerhard Schöne: Lieder aus dem Kinderland, Deutsche Schallplatten, Berlin 1982

### Theater
- Jakob und Wilhelm Grimm: Der gestiefelte Kater, Ausstattung, Puppentheater Berlin, 1981
- Gebrüder Grimm: Die Sterntaler, Theaterplakat, Kostüme, Bühnenbild, Piccolo Theater Cottbus, 1995
- Wilhelm Hauff: Die Geschichte vom Kalif Storch, Theaterplakat, Kostüme, Bühnenbild, Piccolo Theater Cottbus, 1997
- Theodor Storm: Der kleine Häwelmann, Theaterplakat, Kostüme, Bühnenbild, Piccolo Theater Cottbus, 2003
- Reinhard Drogla: Shakespeare meets Beatles, Theaterplakat, Kostüme, Bühnenbild, Piccolo Theater Cottbus, 2014
- Johann Wolfgang von Goethe: Reineke Fuchs, Kostüme, Theaterplakat, Piccolo Theater Cottbus, 2018

### Plakat
- Paul Maar: Kikerikiste, Theaterplakat, Piccolo Theater Cottbus, 1994
- Friedrich Karl Waechter: XYZ, Theaterplakat, Piccolo Theater Cottbus, 1995
- Paul Maar und Nele Maar: Papa wohnt jetzt in der Heinrichstraße, Theaterplakat, Piccolo Theater Cottbus, 1995
- William Shakespeare: Romeo und Julia, Theaterplakat, Piccolo Theater Cottbus, 1999
- Hans Fallada: Die Geschichte von der gebesserten Ratte, Theaterplakat, Piccolo Theater Cottbus, 2002
- Juliane Blech: Mumm, Mut, Macke, Theaterplakat, Piccolo Theater Cottbus 2007
- Gebrüder Grimm: Von einem, der auszog das fürchten zu lernen, Theaterplakat, Piccolo Theater Cottbus 2009
- Agneta Elers-Jarleman: Katzen, Theaterplakat, Piccolo Theater Cottbus 2009
- Tanzgala Cottbus 2011, Theaterplakat, Piccolo Theater Cottbus 2011
- Jörg Bretschneider: Baba Jaga, Theaterplakat, Piccolo Theater Cottbus 2012
- Ulrich Hub: An der Arche um Acht, Theaterplakat, Piccolo Theater Cottbus 2012
- Hans Christian Andersen: Die Schneekönigin, Theaterplakat, Piccolo Theater Cottbus 2018

### Malerei, Grafik
- Blaues Paar, Öl/Leinwand, 56,0 × 49,0 cm, 1987
- Maiglöckchen, Öl/Leinwand, 45,0 × 35,0 cm, 1994
- Justitia, Pastell, 71,0 × 52,3 cm, 1994
- In Erwartung, Öl/Karton, 20,0 × 27,0 cm, 1992
- Drei schwarze Masken, Pastell, 40,0 × 60,0 cm, 2007
- Einkehr, Öl/Leinwand, 40,0 × 50,0 cm, 2007
- Sonntag, Öl/Leinwand, 80,0 × 60,0 cm, 2010
- Flachs, Öl/Leinwand, 80,0 × 60,0 cm, 2010
- Nelken, Öl/Leinwand, 80,0 × 60,0 cm, 2011
- Dandy, Öl/Leinwand, 80,0 × 60,0 cm, 2011
- Melancholie, Öl/Seide auf Holz kaschiert, 73,5 × 58,5 cm, 2011
- Im Cafe, Radierung, 40,0 × 50,0 cm, 2011
- Verweilende, Öl/Leinwand, 60 × 50 cm, 2017
- Boddenlandschaft, Öl/Leinwand, 100 × 120 cm, 2019
- Floreat, Öl/Leinwand, 120 × 100, 2020
- Unendlichkeit, Öl/Leinwand, 100 × 120 cm, 2024

## Museen und öffentliche Sammlungen mit Werken Jutta Mirtschins (unvollständig)
- Stiftung Preußischer Kulturbesitz, Staatsbibliothek zu Berlin
- Nationalgalerie Bratislava
- Staatliches Museum Schwerin, Kunstsammlungen, Schlösser und Gärten
- Kunstbibliothek - Staatliche Museen zu Berlin
- Museum Europäischer Kulturen Berlin[1]
- Kinder- und Jugendbuchabteilung der Staatsbibliothek zu Berlin
- Kunstmuseum Dieselkraftwerk Cottbus
- Sorbisches Museum, Bautzen
- Puppentheatersammlung Dresden[2]

## Ausstellungen (unvollständig)

### Personalausstellungen
- Albatros-Galerie Prag, 1977
- Staatliches Museum Schwerin, 1985
- Galerie Bildermarkt Erfurt, 1986
- Cotta-Club Freiberg, 1991
- Sorbisches Museum Bautzen, 1992
- Wort und Werk am Gendarmenmarkt Berlin, 1993
- Galerie des Kunstvereins Bautzen, 1994
- Stadtbibliothek Kehl am Rhein, 1995
- Landesbühne Anklam, 1996
- Rathausgalerie Waren, 2004
- piccolo Theater Cottbus, 2005
- KID Dresden-Friedrichstadt, 2006
- Stiftung für das sorbische Volk LODKA Cottbus, 2007
- Uwe Häntsch und Jutta Mirtschin, Kunstverein Ribnitz-Damgarten, 2010
- Galerie 100 Berlin, 2012
- Kunstmuseum Dieselkraftwerk Cottbus, 2012
- Piccolo Theater Cottbus, 2012
- Burg Beeskow, 2014
- Städtische Museen Zittau, 2015/2016
- Galerie & Kunstsammlung, Städtisches Museum Eisenhüttenstadt-Fürstenberg, 2019
- Galerie 100 Berlin, 2021/2022
- Piccolo Theater Cottbus, 2022
- Museum Bautzen, 2024/2025 (Malerei, Grafik, Illustration, Theater, Plakat)

### Ausstellungsbeteiligungen
- Biennale der Illustrationen Bratislava. 1979, 1981, 1983, 1985, 1987, 1995, 1999, 2005
- IX. und X. Kunstausstellung der DDR, Dresden, 1982/1983 und 1987/1988
- Kinderbuchillustrationen, Berlin, Galerie am Prater, 1984
- Illustrators of Children’s Books Bologna. 1986, 1987, 1991
- Itabashi Art Museum Tokio. 1987, 1991
- Die Buchillustration in der DDR. Berlin, Moskau 1979
- XI. Biennale Brno, 1984
- PREMI CATALONIA D’IL LUSTRACIO Barcelona, 1984
- Staatliches Museum Schwerin, 1988
- Frauen machen Bilderbücher, Berlin 1992
- Wanderungen ins Imaginäre, Deutsche Illustratoren, Venedig 1995
- 3. Internationaler Theaterplakatwettbewerb Osnabrück. 1997
- „Über(klebt)-Plakate aus der DDR“, Ausstellung im Schleswig-Holstein-Haus Schwerin, 2007
- 100 Jahre Kunstverein Bautzen, Bautzen 2011
- Sorbisches Museum Bautzen, 2015/2016
- Kunstscheune Barnstorf, 2018/2019

## Auszeichnungen (Auswahl)
- Goldene Plakette der Biennale der Illustrationen Bratislava, 1981
- Goldene Plakette der Biennale der Illustrationen Bratislava, 1983
- Goldigs Chrönli Zürich, 2009